# 拉巴特-阿格達爾車站
拉巴特-阿格達爾車站（阿拉伯语：‎）是位於摩洛哥首都拉巴特阿格達爾區的鐵路車站。最初建於1925年，於2004年進行了首次翻修。為因應卡薩布蘭卡－丹吉爾高速鐵路的通車，車站於2018年重建。